# Лютцерат
Лютцерат (нім. Lützerath) — селище міста Еркеленц у землі Північний Рейн-Вестфалія, Німеччина. Енергетична група RWE планує повністю зруйнувати Лютцерат, щоб розширити відкритий рудник Garzweiler, як це вже було зроблено в сусідньому місті Іммерат на південному сході. Перенесення майданчика почалося в 2006 році і остаточно закінчилося в жовтні 2022 року. Досі є опір знесенню села та розкопці території. Назву Люці (нім. Lützi) отримали для цього місця серед активістів, які продовжували там жити. З 2021 року збереження села все частіше обговорюється у федеральній та державній політиці. На початку жовтня 2022 року федеральне міністерство економіки та захисту клімату Німеччини, та міністерство економіки, промисловості, захисту клімату та енергетики землі Північний Рейн-Вестфалія нарешті вирішили, що RWE Power AG може видобувати вугілля в районі Лютцерат. 

## Історія
Село Лютцерат вперше згадується як Лютцеленроде у 1168 році. На цій території було кілька господарств, у тому числі Дуйсенер Хоф або Вахтмайстерхоф, який з 1265 до 1802 року належав цистерціанському монастирю в Дуйсбурзі. Власником ферми став Екхардт Хойкамп.